# Argyrolobium pulvinatum
Argyrolobium pulvinatum är en ärtväxtart som beskrevs av Karl Heinz Rechinger. Argyrolobium pulvinatum ingår i släktet Argyrolobium och familjen ärtväxter. Inga underarter finns listade i Catalogue of Life.